# Nicolas Bouvier

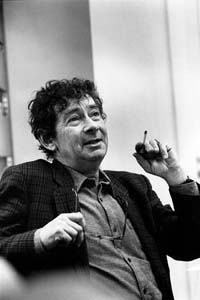
Bouvier, photographiert von Erling Mandelmann im Jahr 1987

Nicolas Bouvier (geboren 6. März 1929 in Lancy bei Genf; gestorben 17. Februar 1998 in Genf) war ein Schweizer Schriftsteller, Reiseautor, Fotograf und Journalist. Mit seinen Reisebeschreibungen wurde er ein Kultautor dieses Genres. Für die «Stiftung für die Photographie» fungierte er als deren zweiter Präsident.

## Leben

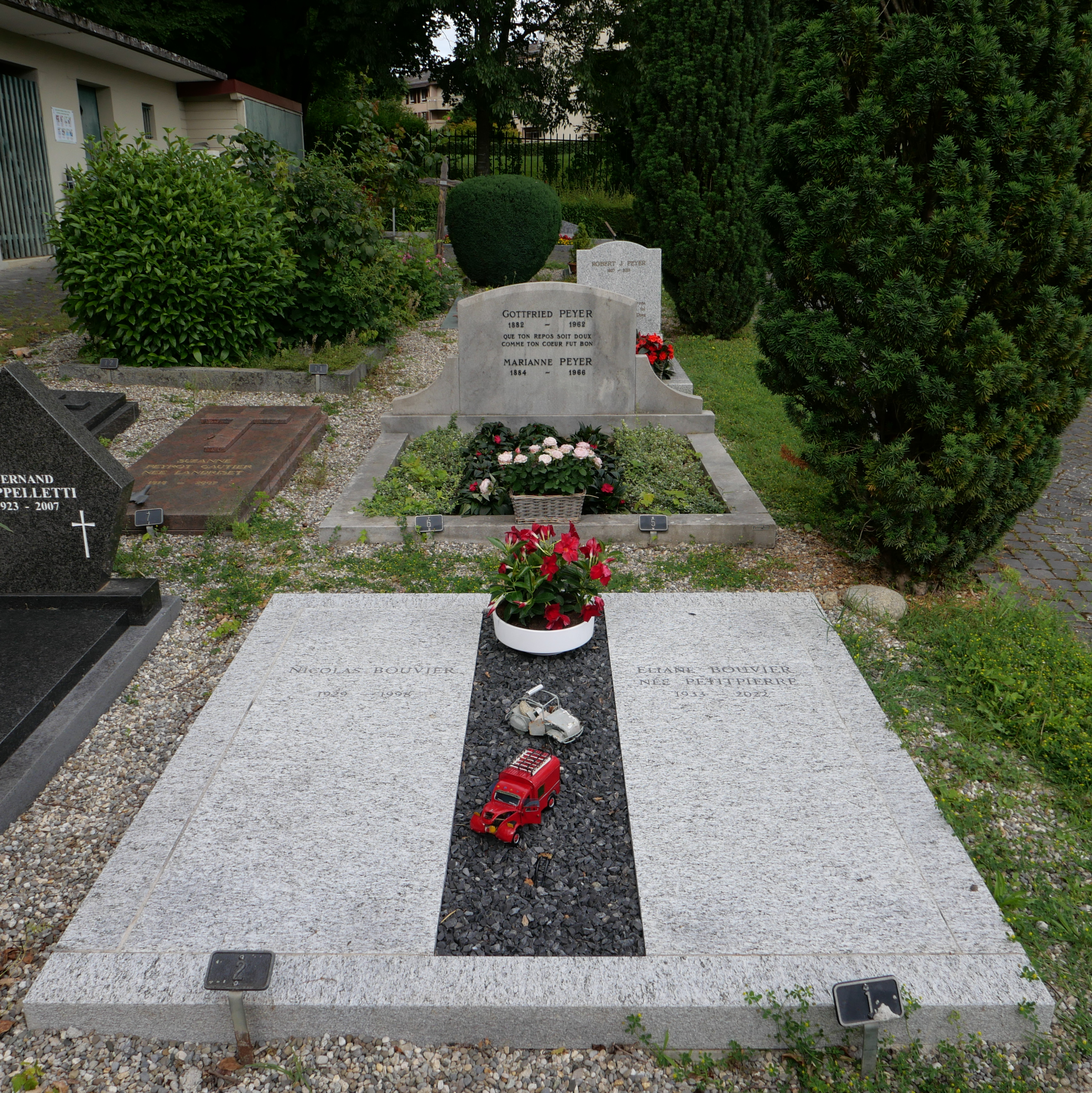
Das Grab im Jahr 2024

Nicolas Bouvier wuchs in Genf auf, wo er an der Universität Genf Geistes- und Rechtswissenschaften studierte.
Von 1949 bis 1950 hielt sich Bouvier zusammen mit dem Künstler Thierry Vernet, mit dem ihn zeitlebens eine enge Freundschaft verband, in Algerien auf.
Im Jahr 1953 brach Bouvier das Studium ab. In einem Fiat Topolino fuhr er von Genf aus in die Sozialistische Föderative Republik Jugoslawien, wo er sich mit Vernet traf. Zusammen fuhren sie weiter in die Türkei, den Iran und Pakistan nach Kabul. Vernet flog am 20. Oktober 1954 nach Sri Lanka; dort traf er seine Verlobte. Nicolas Bouvier reiste mit dem Auto alleine weiter nach Indien.
1955 kam Bouvier in Sri Lanka an und musste wegen seiner Malariaerkrankung neun Monate in der Hafenstadt Galle verbringen. Daraufhin fuhr er nach Japan und kehrte 1956 wieder in die Schweiz zurück. Nach seiner Rückkehr schrieb er L'usage du monde (Die Erfahrung der Welt). Weitere längere Auslandsaufenthalte u. a. in Japan, China und Korea folgten in den sechziger Jahren.
Nach Manuel Gasser war Bouvier von 1980 bis 1983 der zweite Präsident der «Stiftung für die Photographie», die von Rosellina Burri-Bischof, Manuel Gasser, Hans Finsler und anderen am 4. Mai 1971 ins Leben gerufen worden war.
Erst 1981 publizierte Bouvier seine Erlebnisse und Halluzinationen auf Sri Lanka in einem Buch mit dem Titel Le poisson-scorpion (Skorpionfisch). Der im Jahr 2005 erschienene Dokumentarfilm Nicolas Bouvier, 22 Hospital Street von Christoph Kühn schildert in einer Collage diese Aufzeichnungen und verschmilzt sie mit Interviews von Zeitzeugen und alten Filmdokumenten.
Bouvier fand seine letzte Ruhestätte auf dem Neuen Friedhof von Cologny. Seine Frau Eliane (1933–2022), die eine Tochter des Nationalrates Max Petitpierre und eine Nichte des Philosophen Denis de Rougemont war, wurde an seiner Seite beigesetzt. Das Grab ist mit zwei Modellautos des legendären Citroën 2CV dekoriert, in dem er seine Weltreisen unternahm.

## Schriften
- L'usage du monde, 1963
  - Die Erfahrung der Welt. Übers. Trude Fein, Benziger, Zürich 1980; wieder Lenos Verlag, Basel 2001, ISBN 3-85787-324-8; überarb. Übers. Regula Renschler ebd. 2017
- Chronique japonaise. 1975
  - Übers. Giò Waeckerlin Induni Japanische Chronik. Lenos, 2002, ISBN 3-85787-334-5
- Le poisson-scorpion. 1981
  - Übers. Barbara Erni: Der Skorpionsfisch. Ammann, 1989, ISBN 3-250-30011-X
  - Übers. Stefan Zweifel: Skorpionfisch, Lenos, 2011, ISBN 978-3-85787-418-5
- Le dehors et le dedans. 1982
  - Übers. Markus Hediger: Aussen und innen. Gedichte. Lenos, 2005, ISBN 3-85787-366-3
- Journal d’Aran et d'autres lieux, 1990
  - Übers. Regula Renschler: Blätter von unterwegs: Aran, Tschedschu, Sian. Lenos, 2003, ISBN 3-85787-346-9)
- L’échappée belle, éloge de quelques pérégrins, 1996
  - Übers. Giò Waeckerlin Induni: Lob der Reiselust. Lenos, 2007, ISBN 3-85787-382-5
- Roger Perret, Hg., Nachwort: Unsterbliches Blau: Reisen nach Afghanistan. Beitr. Annemarie Schwarzenbach, Ella Maillart, Nicolas Bouvier. Scheidegger & Spiess, 2003, ISBN 3-85881-148-3
- Le Vide et le Plein: carnets du Japon 1964-1970, Hg. Grégory Leroy, 2004
  - Übers. Giò Waeckerlin Induni: Das Leere und das Volle. Lenos, 2005, ISBN 3-85787-364-7
- mit Thierry Vernet: Correspondance des routes croisées 1945-1964. Texte établi, annoté et présenté par Daniel Maggetti et Stéphane Pétermann. Editions Zoé, Genf 2010, ISBN 978-2-88182-675-7
- Es wird kein Bleiben geben. Unveröffentlichte Texte aus fünfzig Jahren. Übers. Yla M. von Dach, Lenos, 2013
- Fundstücke eines Bilderjägers. Übers. Hilde und Rolf Fieguth. Lenos, 2017 (zuerst: Zs. Le Temps stratégique, Genf, Rubrik »L’Image« in versch. Ausgaben 1992–1997)

## Auszeichnung
- 1987: Prix Culture et Société de la Ville de Genève

## Filmografie
- Le hibou et la baleine (Die Eule und der Wal), von Patricia Plattner, 1993 (Dokumentarfilm über Nicolas Bouvier)
- Nicolas Bouvier, 22 hospital street, von Christoph Kühn, 2006 (Dokumentarfilm über Nicolas Bouvier)
- Nomad's Land. Sur les traces de Nicolas Bouvier, von Gaël Métroz, 2008 (Dokumentarfilm)